# (22477) Julimacoraor
(22477) Julimacoraor est un astéroïde de la ceinture principale.

## Description
(22477) Julimacoraor est un astéroïde de la ceinture principale. Il fut découvert le 10 mars 1997 à Socorro (Nouveau-Mexique) par le projet LINEAR. Il présente une orbite caractérisée par un demi-grand axe de 2,56 UA, une excentricité de 0,12 et une inclinaison de 2,9° par rapport à l'écliptique.

## Compléments